# Allowissadula rosei
Allowissadula rosei là một loài thực vật có hoa trong họ Cẩm quỳ. Loài này được (R.E.Fr.) D.M.Bates mô tả khoa học đầu tiên năm 1978.